# Boophis tephraeomystax
Boophis tephraeomystax är en groddjursart som först beskrevs av Duméril 1853.  Boophis tephraeomystax ingår i släktet Boophis och familjen Mantellidae. IUCN kategoriserar arten globalt som livskraftig. Inga underarter finns listade.